# Escontria chiotilla
Escontria chiotilla es una especie de cactus del género monotípico Escontria, natural de México.

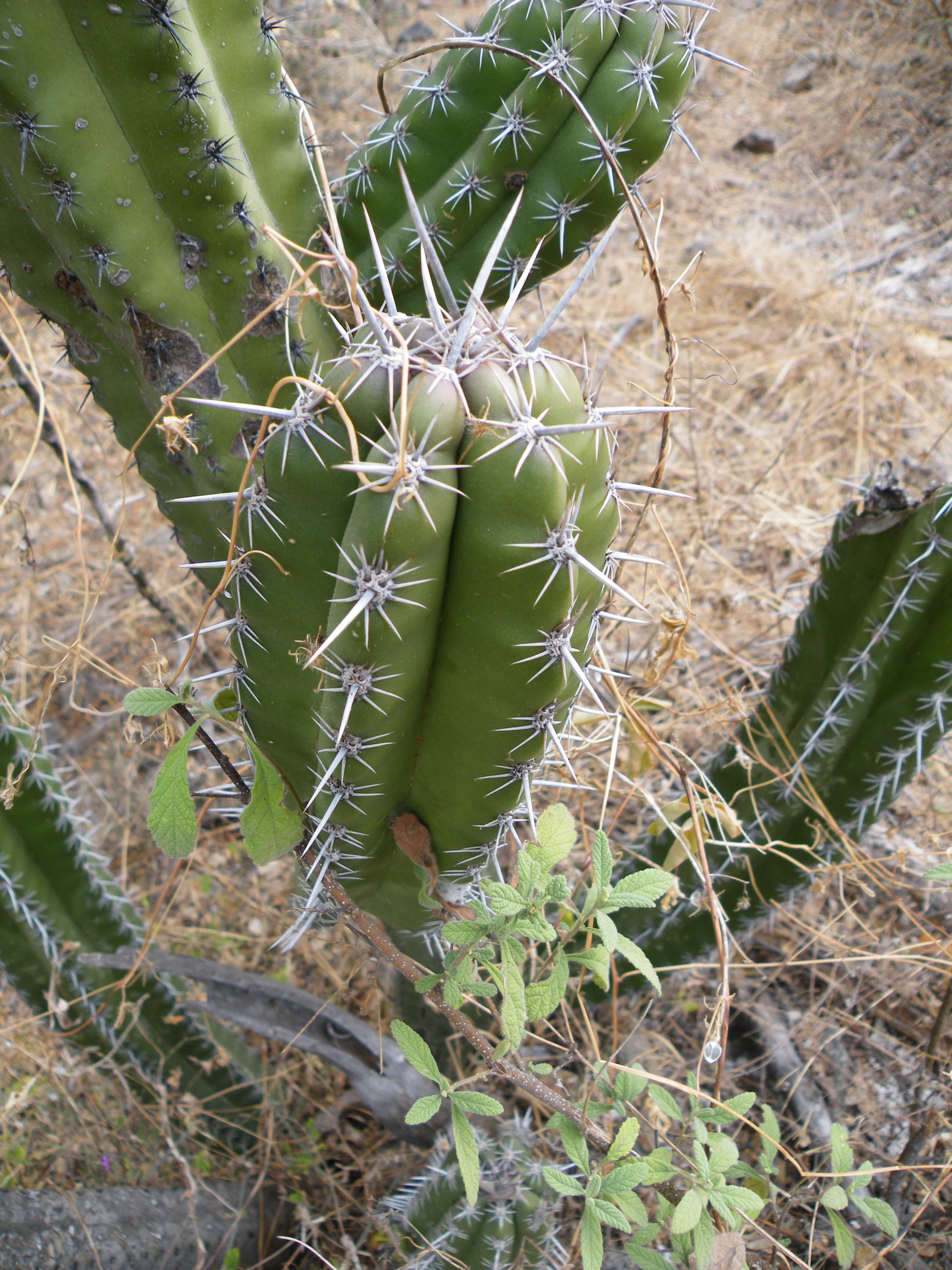
Vista de la planta

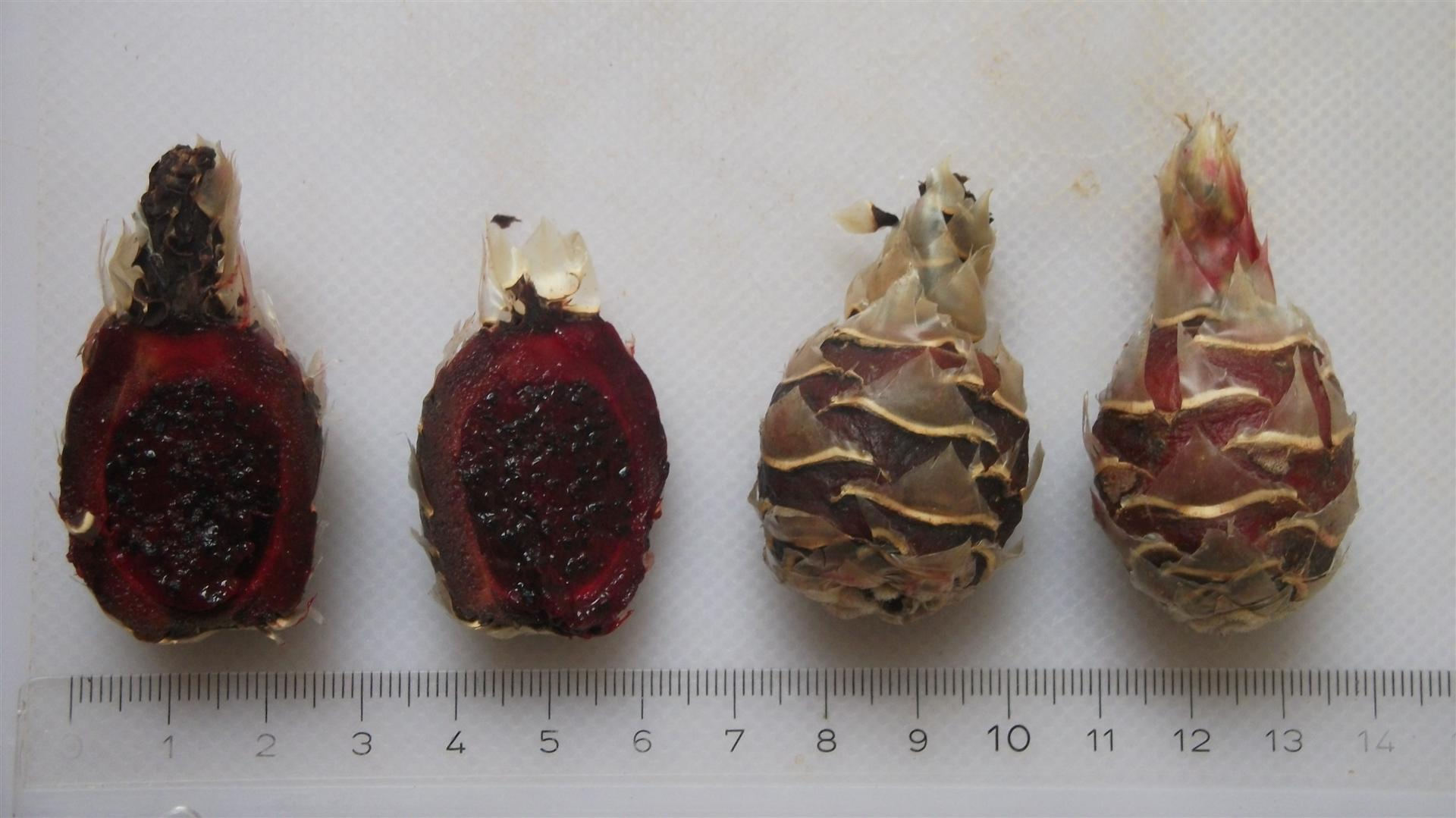
Jiotilla

## Características
Es un cactus, endémico de México, que crece Guerrero, Michoacán, Oaxaca y Puebla. Presenta floración dos veces por año, de marzo a mayo y de julio a agosto. Sus frutos, que son muy apreciados por aves, reptiles y mamíferos pequeños, se colectan y venden en plazas y tianguis regionales para hacer agua fresca o como fruta de temporada, y para fabricar conservas, mermeladas, concentrados y para endulzar raspados y nieves.

## Descripción
Planta arborescente, de hasta 7 m de altura cuando madura.  Flores pequeñas, de 1 a 4.5 cm de largo y cerca de 2 cm de ancho, campanuladas, tubo receptacular de 1 a 1.7 cm de largo y cerca de 0.3 cm de grosor, brácteas de hasta 1.2 cm de largo, oblongas, ápice acuminado, cartáceas, pardo claras o amarillo claras. Tépalos amarillos, de alrededor de 1.5 cm de largo. Fruto de 2.6 hasta 5 cm de largo y 2.5 a 3.7 cm de ancho, color rojo púrpura, con brácteas deltoides, amarillas y translúcidas, semillas de 1-1.5 mm de largo.
Tronco grueso y corto, ramillas muy numerosas y rígidas hasta de 2 m de largo, con 7 a 8 costillas prominentes, areolas de 0.8-1.3 cm de  largo, elípticas, generalmente confluentes en la parte terminal o media de las ramas, distantes entre sí cerca de 1 cm en la parte media o basal de las ramas, con 10 a 16 espinas radiales de 0.5 a 1 cm de largo, subuladas, rectas, grises y hasta 5 espinas centrales de unos 5 cm de largo, desiguales, una más larga, rectas, subuladas, pardo-grisáceas.
Florece durante dos periodos al año, de marzo a mayo y de julio a agosto, fructifica de abril a mayo y de septiembre a noviembre.

## Distribución
Es una especie endémica de México que crece en el bosque tropical caducifolio y matorral xerófilo y cuando se encuentra dominando el paisaje, las asociaciones vegetales que forma se llaman quiotillales.
Municipios productores en Puebla: Cuayuca de Andrade, Ahehetitla, Guadalupe, Petlalcingo, Chila, Ixitlán, Tehitzingo, Acatlán, San Pedro Yeloixtlahuaca, San Pablo Anciano, San Jerónimo Xayacatlán, Totoltepec, Huauchinango, Tehuacán, Tecamachalco, Izúcar de Matamoros, Petlalcingo, Zapotitlán Salinas, Mixteca poblana.
Municipios productores en Oaxaca: San Pedro Totolapam, y en las comunidades aledañas a la heroica ciudad de Huajuapan de León, en la zona de la mixteca.

## Principales usos
La semilla, el tallo, los frutos y las flores de la Chiotilla son comestibles en fresco y también se utilizan para elaboración de:
helado, gelatina, postres, yogur, mermelada, nieve, agua, pasteles, licuado y vino.
La planta también es sembrada para construir "cercas vivas" usadas para delimitar predios.
En la actualidad en la comunidad de San Pedro Totolapam, se elabora en mermelada para la distribución y venta en el estado de Oaxaca.

## Taxonomía
Escontria chiotilla fue descrita por (F.A.C.Weber ex K.Schum.) Rose y publicado en Contributions from the United States National Herbarium 10: 126. 1906.
Sinónimos
- Cereus chiotilla A.Weber ex K.Schum.
- Myrtillocactus chiotilla (F.A.C. Weber) P.V. Heath	[2]

## Nombres comunes
- jiotilla, quiotilla, chiotilla, xuega.[3]